# Ruscombe
Ruscombe è un villaggio e parrocchia civile dell'Inghilterra, appartenente alla contea del Berkshire.